# 한국스키장경영협회
한국스키장경영협회는 스키장사업의 건전한 발전과 친목을 도모하여 스키장사업의 합리적이고 효율적인 운영과 스키를 통한 건전한 국민생활체육활동에 기여함을 목적으로 1990년 9월 7일 설립된 대한민국 문화체육관광부 소관의 사단법인이다. 사무실은 서울특별시 서초구 서초동 1588-7 석탑오피스텔 401호에 있다.

## 주요 사업
- 스키장사업의 건전한 발전과 회원사 권익증진을 위한 사업
- 스키장 설치 및 운영에 관한 조사연구 및 정보교환
- 스키장 종사자에 대한 교육훈련 및 연수사업